# Mrok
Mrok – piąty i zarazem ostatni album studyjny zespołu O.N.A., wydany 29 października 2001 roku.
Płyta charakteryzuje się znacznie cięższym brzmieniem oraz inspiracjami czerpanymi z muzyki industrialnej.
Nagrania dotarły do 4 miejsca listy OLiS w Polsce i uzyskały status złotej płyty.
Z okazji dwudziestej rocznicy wydania płyty, pod koniec listopada 2021 wytwórnia Sony Music Entertainment, w ramach kolekcjonerskiej serii kolorowych winyli, typu „white slatter” wypuściła na rynek limitowaną edycję dwóch tysięcy sztuk albumu. Każdy egzemplarz posiada swój unikalny numer.

## Lista utworów
Opracowano na podstawie materiału źródłowego.
1. "Suka" (muz. G. Skawiński sł. A. Chylińska) – 5:01.
2. "Wszystko to co ja" (muz. G. Skawiński sł. A. Chylińska) – 4:41.
3. "Zmęczona" (muz. G. Skawiński sł. A. Chylińska) – 5:16.
4. "Niekochana" (muz. i sł. A. Chylińska) – 5:47.
5. "Szpetot" (muz. G. Skawiński sł. A. Chylińska) – 3:36.
6. "Łamanie kołem" (muz. G. Skawiński sł. A. Chylińska) – 5:39.
7. "On tu jest" (muz. G. Skawiński sł. A. Chylińska) – 4:39.
8. "Krzyk przed spaleniem" (muz. G. Skawiński sł. A. Chylińska) – 3:55.
9. "Mrok" (muz. G. Skawiński sł. A. Chylińska) – 5:20.

## Twórcy
Opracowano na podstawie materiału źródłowego.
- Agnieszka Chylińska – wokal prowadzący
- Zbyszek Kraszewski – perkusja
- Grzegorz Skawiński – gitara prowadząca, wokal wspierający
- Waldemar Tkaczyk – gitara basowa
- Wojciech Horny – instrumenty klawiszowe
- Leszek Kamiński – realizacja nagrań, miksowanie, mastering
- Julita Emanuiłow – mastering